# Bába-völgyi 2. sz. víznyelő barlangja
A Bába-völgyi 2. sz. víznyelő barlangja Magyarország fokozottan védett barlangjai közül az egyik. Az Aggteleki Nemzeti Park területén található. Az Aggteleki-karszt és a Szlovák-karszt többi barlangjával együtt 1995 óta a világörökség része. Szögliget fokozottan védett négy barlangja közül az egyik.

## Leírás
Az Alsó-hegy déli részén található Bába-völgyben, Szögliget központjától északra, három kilométernyire, egy kis sziklafal tövében nyílik. A Bába-völgyi 1. sz. víznyelőbarlangnak a bejáratától körülbelül 150 méternyire, az Országos Kéktúra kék sáv jelzésű turistaútjához és a piros sáv jelzésű turistaúthoz közel van a bejárata. A turistaúton, a völgyben felfelé haladva a turistaúttól jobbra található. A barlang helyét jelölik az új kiadású turistatérképek.
A bejárata és a belseje omladékos és szűk. Sok cseppkő található benne, például egy majdnem három méter hosszú cseppkőzászló és egy több mint egy méteres állócseppkő. A több helyen csak kúszva járható víznyelőbarlang felső triász, hallstatti mészkőben alakult ki. Az Aggteleki-karszt területén itt tanulmányozható a legjobban ez a mészkő. A Borz-forrás vízrendszerének a része. A látogatásához az Aggteleki Nemzeti Park Igazgatóság engedélye szükséges. Barlangjáró alapfelszereléssel járható.
Előfordul a barlang az irodalmában Bába-völgyi 2. sz. víznyelőbarlang (Kordos 1984), Bába-völgyi 2. sz. víznyelő barlang (Neidenbach, Pusztay 2005), Bába-völgyi II.sz víznyelőbarlang (Vlk 2019), Bábavölgyi barlangrendszer (Kordos 1984), Bába-völgyi-cseppkőbarlang (Székely 2003), Bábavölgyi-cseppkőbarlang (Jakucs 1961), Bódvaszilasi-barlang (Csekő 1959), Bódvaszilasi-cseppkőbarlang (Dénes 1959), Bódvaszilasi cseppkőbarlang (Kordos 1984) és Szádvári 2. sz. víznyelő barlangja (Kordos 1984) neveken is. 1993-ban volt először Bába-völgyi 2. sz. víznyelő barlangja néven említve a barlang az irodalmában.

## Kutatástörténet
1957-ben a Kinizsi Barlangkutató Csoport tagjainak sikerült bejutni a barlangba egynapos bontás után. 1957-ben Szentes György vezetésével fel lett mérve a barlang, amely a felmérés alapján 108 m hosszú és 30 m mély. 1958-ban a Vörös Meteor Barlangkutató Csoport és a Kinizsi Barlangkutató Csoport barlangkutatói néhány m-rel növelték a víznyelőbarlang hosszát. 1959-ben a Budapesti Vörös Meteor Barlangkutató Csoport fluoreszceines vízfestéssel mutatta ki, hogy a barlang és a Borz-forrás (Dénes 1960), amelynek később Lakatos-forrás lett a neve, és, vagy a Bába-forrás (Dénes 1964) kapcsolatban vannak egymással. A víznyelőben eltűnő megfestett víz 72 óra múlva jelent meg a forrásban.
Az 1962-ben megjelent, A barlangok világa című könyvben 120 m hosszúnak van leírva a Bába-völgyi 2. sz. víznyelő barlangja. 1966-ban a Vörös Meteor Barlangkutató Csoport tagjai ellenőrző bejárásokat és kis állagfenntartási munkát végeztek a bába-völgyi nyelőkben. A Bertalan Károly által írt és 1976-ban befejezett kéziratban szó van arról, hogy a Bábavölgyi barlangrendszer másik nevei Bódvaszilasi cseppkőbarlang és Szádvári (Bábavölgyi) 2.sz. viznyelő barlangja. Szögligeten, az Alsó-hegyen, a Bába-völgyi 1. sz. víznyelőbarlangtól K-re 180 m-re, kb. 335 m tszf. magasságban található a Bába-völgyi 2. sz. víznyelő barlangja. A Bába-völgyi 2. sz. víznyelő barlangja 120 m hosszú és 30 m mély. A víznyelő megfestett vize a Borz-forrásban jelent meg (1965). A barlangot ismertető cédula két irodalmi mű alapján lett írva.
A Magyar Karszt- és Barlangkutató Társulat 1982-es Országos Vándorgyűlésén a barlang az egyik túracélpont volt. Az 1984-ben kiadott, Magyarország barlangjai című könyv országos barlanglistájában szerepel az Aggteleki-karszton lévő barlang Bába-völgyi 2. sz. víznyelőbarlang néven Bábavölgyi barlangrendszer, Bódvaszilasi cseppkőbarlang és Szádvári 2. sz. víznyelő barlangja névváltozatokkal. A listához kapcsolódóan látható az Aggteleki-karszt és a Bükk hegység barlangjainak földrajzi elhelyezkedését bemutató 1:500 000-es méretarányú térképen a barlang földrajzi elhelyezkedése. 1992-ben a MAFC Barlangkutató Csoport tagjai mérték fel a barlangot, amely a felmérés alapján 70 m hosszú és 22 m mély. 1993-ban a csoport elkészítette a barlang alaprajz térképét és hossz-szelvény térképét.
1993. április 8-tól a környezetvédelmi és területfejlesztési miniszter 12/1993. (III. 31.) KTM rendelete szerint az Aggteleki-karsztvidéken lévő Bába-völgyi 2. sz. víznyelő barlangja fokozottan védett barlang. Földtani és hidrológiai értékei alapján lett fokozottan védett barlang. Az 1993. március–áprilisi MKBT Műsorfüzetben megjelent, hogy a KTM Természetvédelmi Hivatal egy plakátsorozat megjelenését tervezte, amelyen a magyarországi fokozottan védett barlangok szerepelnek, és ehhez diákat keresett. Előkészítés alatt állnak az Aggteleki-karszt fokozottan védett barlangjairól és a közeljövőben fokozottan védett barlangjairól készült plakátok, köztük a Bába-völgyi 2. sz. víznyelő barlangját ábrázoló is. Ez a barlang is csillaggal lett megjelölve, amely azt jelenti, hogy leginkább erről a barlangról keres fényképet. Az MKBT Műsorfüzet 1994. évi május–júniusi füzetéből megtudható, hogy az árusításra került Alsó-hegy térképlapon nincs rajta a barlang.
A barlang 1995 óta a világörökség része. A Nyerges Attila által 1997-ben készített szakdolgozat szerint a 22 m mély Bába-völgyi II.sz.-víznyelőbarlang az Alsó-hegy magyarországi részének 27. legmélyebb barlangja. 1998. május 14-től a környezetvédelmi és területfejlesztési miniszter 13/1998. (V. 6.) KTM rendelete szerint az Aggteleki Nemzeti Park Igazgatóság illetékességi területén található Bába-völgyi 2. sz. víznyelő barlangja az igazgatóság engedélyével látogatható. Az 1998–1999. évi Karszt és Barlangban megjelent, Móga János által írt tanulmány szerint a víznyelőbarlang is az Acskó-forrásba adja le vizét. Ezt a megállapítást azonban nem támasztják alá megfigyelések. 2001. május 17-től a környezetvédelmi miniszter 13/2001. (V. 9.) KöM rendeletének értelmében az Aggteleki-karsztvidék területén lévő Bába-völgyi 2. sz. víznyelő barlangja fokozottan védett barlang. Egyidejűleg a fokozottan védett barlangok körének megállapításáról szóló 1/1982. (III. 15.) OKTH rendelkezés hatályát veszti.
A 2005-ben megjelent, Magyar hegyisport és turista enciklopédia című kiadványban önálló szócikke van a barlangnak. A könyv szerint a Bába-völgyi 2. sz. víznyelő barlang (Bódvaszilasi-cseppkőbarlang) az Aggteleki-karszt 1993-tól fokozottan védett természeti értéke. Az Alsó-hegy D-i részén, 347 m tszf. magasságban van a bejárata. A triász mészkőben keletkezett barlang 70 m hosszú és 22 m mély. A víznyelőt 1957-ben a Kinizsi Barlangkutató Csoport tagjai tárták fel bontással. Cseppkövek díszítik a Borz-forrás vízrendszeréhez tartozó, szűk, omladékos járatait. A karszt területén itt tanulmányozható legjobban a felső triász hallstatti mészkő, amely a barlang befoglaló kőzete. A végponti omladék gátolja a továbbjutást. Engedély kell a néhány helyen csak kúszva járható barlang meglátogatásához. Szentes György szócikkében meg van említve, hogy Szentes György részt vett a Bódvaszilasi-cseppkőbarlang feltárásában és társaival elkészítette a barlang térképét.
2005. szeptember 1-től a környezetvédelmi és vízügyi miniszter 22/2005. (VIII. 31.) KvVM rendelete szerint az Aggteleki Nemzeti Park Igazgatóság működési területén található Bába-völgyi 2. sz. víznyelő barlangja a felügyelőség engedélyével látogatható. 2005. szeptember 1-től a környezetvédelmi és vízügyi miniszter 23/2005. (VIII. 31.) KvVM rendelete szerint az Aggteleki-karsztvidéken lévő Bába-völgyi 2. sz. víznyelő barlangja fokozottan védett barlang. 2007. március 8-tól a környezetvédelmi és vízügyi miniszter 3/2007. (I. 22.) KvVM rendelete szerint az Aggteleki Nemzeti Park Igazgatóság működési területén lévő Bába-völgyi 2. sz. víznyelő barlangja az igazgatóság engedélyével tekinthető meg. 2013. július 19-től a vidékfejlesztési miniszter 58/2013. (VII. 11.) VM rendelete szerint a Bába-völgyi 2. sz. víznyelő barlangja (Aggteleki Nemzeti Park Igazgatóság működési területe) az igazgatóság hozzájárulásával látogatható. 2015. november 3-tól a földművelésügyi miniszter 66/2015. (X. 26.) FM rendelete szerint a Bába-völgyi 2. sz. víznyelő barlangja (Aggteleki-karsztvidék) fokozottan védett barlang.
Az Alsó-hegy karsztjelenségeiről szóló, 2019-ben kiadott könyvben az olvasható, hogy a Bába-völgyi II.sz víznyelőbarlang 70 m hosszú és 22 m mély. A barlang azonosító számai: Szlovákiában 186, Magyarországon 5451/2. A könyvben publikálva lett a barlang 1993-ban készült két térképe. A barlangot 1993-ban a MAFC mérte fel, majd 1993-ban a MAFC a felmérés alapján megrajzolta a barlang térképeit. A térképeket 2014-ben Luděk Vlk digitalizálta. A kiadványhoz mellékelve lett az Alsó-hegy részletes térképe. A térképet Luděk Vlk, Mojmír Záviška, Ctirad Piskač, Jiřina Novotná, Miloš Novotný és Martin Mandel készítették. A térképen, amelyen fekete ponttal vannak jelölve a barlangok és a zsombolyok, látható a Bába-völgyi 2. sz. víznyelő barlangja (5451/2, 186) földrajzi elhelyezkedése. 2021. május 10-től az agrárminiszter 17/2021. (IV. 9.) AM rendelete szerint a Bába-völgyi 2. sz. víznyelőbarlang (Aggteleki Nemzeti Park Igazgatóság működési területe) az igazgatóság engedélyével látogatható. A 13/1998. (V. 6.) KTM rendelet egyidejűleg hatályát veszti.

## További irodalom
- Székely Kinga: A nemzeti park fokozottan védett barlangjai. In: Baross Gábor szerk.: Az Aggteleki Nemzeti Park. Mezőgazda Kiadó, 1998. 225–238. old.